# Townsendia lepotes
Townsendia lepotes là một loài thực vật có hoa trong họ Cúc. Loài này được (A.Gray) Osterh. miêu tả khoa học đầu tiên năm 1908.